# Rozsypalova reforma
Rozsypalova reforma byla ekonomická reforma, v jejímž čele stál český a československý politik Kurt Rozsypal. Samotná ekonomická reforma byla koncipována týmy jako jeden systémově konsistentní celek. K její realizaci došlo postupně v letech 1958 - 1960 ve třech krocích. Prvním byla změna organizace podniků, z nichž byly vytvořeny výrobně hospodářské jednotky. Tyto jednotky měly řídit podniky pružněji, než ministerstva. Druhým krokem byly změny v soustavě plánování a financování. Třetím krokem byla mzdová přestavba realizovaná v druhé polovině roku 1959 a v první polovině roku 1960.

## Kurt Rozsypal
Český a československý politik KSČ. Poslanec České národní rady a Sněmovny národů Federálního shromáždění za normalizace. Prof. ing. Kurt Rozsypal, narozen 25. 9. 1916 působil jako profesor národohospodářského plánování a vedoucí katedry na Vysoké škole ekonomické v Praze. V letech 1964 - 1976 vyučoval na Vysoké škole ekonomické v Praze, od roku 1965 jako řádný profesor ekonomie. Zabýval se systémem řízení v socialistických a později i kapitalistických zemích. Žil v Praze.

## Průběh Rozsypalovy reformy

### První krok
V prvním bodě došlo k reorganizaci podnikové sféry, při kterých byly vytvořeny větší výrobně hospodářské jednotky. Tyto jednotky vznikly spojením několika dříve samostatných podniků, představujících buď celý obor průmyslové výroby nebo jeho podstatnou část. Tento proces organizační centralizace se uskutečnil třemi způsoby a vyústil do vytvoření třech typů výrobně hospodářských jednotek. Prvním, nejčastějším typem bylo vytvoření většího podniku složeného z několika závodů, přičemž funkci vedení podniku převzalo vedení největšího závodu.
Druhým typem výrobně hospodářské jednotky byl tzv. vedoucí podnik s jedním nebo několika dalšími pobočnými podniky. Pobočné podniky si přitom podržely postavení samostatně hospodařící jednotky. Vedoucímu podniku však podléhalo rozhodování o dlouhodobých koncepčních otázkách rozvoje daného oboru (např. technický rozvoj, jehož výzkumné a projekční útvary byly zpravidla podřízeny přímo vedoucímu podniku).
Třetím typem výrobně hospodářské jednotky bylo sdružení podniků. Podniky, které byly jeho součástí, opět hospodařily samostatně. Současně však byl vytvořen nadpodnikový orgán - sdružení pro řízení a koordinaci výrobně hospodářské jednotky, jako celek pro obstarávání některých všem společných činností (např. odbyt výrobků a jejich vývoj a výzkum).
Tato forma byla zvolena zejména v oborech s velkým počtem malých podniků bez dominantního postavení jednoho z nich. Šlo zejména o průmysl potravinářský (sdružení mlékáren, masného průmyslu, cukrovarů atd.) a průmysl spotřební (sdružení bavlnářského průmyslu), někdy však i strojírenství (továrny na obráběcí stroje a nářadí, střední nákladní automobily, zemědělské stroje a podobně). 

### Druhý krok
Samotnou podstatu reformy představoval druhý krok. Tím se výrazně měnil způsob plánování v centru i v podnicích. Současně se však koncipovala tzv. zainteresovanost podniků jako celku, ale i zainteresovanost jedinců. A to zcela novým způsobem - s odvoláním na teoretické poučky tehdejší politické ekonomie socialismu a působením zákona hodnoty a jeho podřízení zákonu plánovitého rozvoje.
Pokud jde o plánování, nepřinášela nová soustava jeho omezení. Akceptovala naopak jeho rozhodující roli, avšak v odlišné podobě, než jakou představoval dosavadní sovětský model. Centrum se mělo oprostit od dřívějšího příliš detailního a přímého dirigování podniků a orientovat svou plánovací aktivitu na řešení dlouhodobých, strategických cílů rozvoje hospodaření.
Z toho důvodu měl Státní plánovací úřad spolu s ministerstvy vypracovat plány dlouhodobé a perspektivní pro období několika pětiletek. Tyto plány neměly mít podobu závazných úkolů, ale spíše charakter prognózy hospodářského vývoje, opírající se o hlubokou analýzu a identifikaci dlouhodobých trendů vědecko-technického rozvoje a jeho důsledků pro společnost a ekonomiku. Tyto plány pak měly sloužit jako východisko pro formování plánů střednědobých (pětiletých). Ty už měly mít povahu závaznou a direktivní. Závaznost se vztahovala na úkoly, rozhodující pro proporcionální rozvoj výrobních sil. Vedle některých základních úkolů ve výrobě, dovozu a vývozu byly také plány kapacit, které měly být uvedeny do provozu, dále investice financované z centrálních zdrojů, nejdůležitější vědecko - výzkumné práce a vývoj, osvojení a zavedení do výroby důležitých, nových výrobků. 

### Třetí krok
Poslední krok ekonomické reformy byla mzdová přestavba. Hlavním cílem mzdové přestavby bylo zvýšení role centrálně stanovených mzdových tarifů, které se od roku 1945 nezměnily a jejichž podíl na celkové mzdě představoval sotva polovinu. Ve strojírenství například jen 40 %, což vedlo k masovému změkčování výkonových norem. Tento podíl se měl mzdovou přestavbou zvýšit u úkolových mezd na 75-85 % a u časových na 80-90 %.
Byly vypracovány nové tarifně kvalifikační katalogy diferenciované podle odvětví. V nich byly rozděleny do jednotlivých tříd, nejen různé druhy prací, ale i jednotlivé profese. Rozdělení tříd také určovalo výchozí podmínky odměňování, tedy to co pracovník musí znát a umět. Tak se rozšířila i možnost používání prémií za jakost, úsporu materiálu nebo také za technické zlepšení.
Součástí nové soustavy řízení a plánování byla některá opatření, jež sledovala zvýšení účasti pracujících na řízení. Patřilo k nim zejména zavedení instituce kolektivních smluv. Takové kolektivní smlouvy nebyly srovnatelné s kolektivními smlouvami ze standardních tržních ekonomik, protože základní parametry odměňování byly určené centrálně (pomocí katalogů či mzdových tarifů). Jejich obsah se omezoval na některé aspekty tzv. doplňkových mezd (například na vnitropodniková pravidla udělování prémií) a na stanovení některých pracovních podmínek.
Základním předpokladem pro úspěšně fungování ekonomické soustavy bylo vypracování stabilního, v zásadě neměnného centrálního pětiletého plánu.

## Zánik reformy
Reforma přestala de facto již v průběhu roku 1962 fungovat. Jistota, kterou měla podnikům přinést, pětiletá záruka platnosti dlouhodobých normativů hmotné zainteresovanosti a motivovat jejich iniciativní podnikatelskou činnost, se zcela vytratila.
V plném rozsahu došlo k návratu do původního stavu, jaký se v československém hospodářství vytvořil po zavedení sovětského modelu plánování a řízení. Od roku 1963 bylo národní hospodářství opět řízeno operativně na základě rozpisu ročních plánů sestavovaných bez dlouhodobějšího výhledu, ale pod tlakem okamžitých havarijních situací a vznikajících úzkých profilů.
Prostor pro samostatné podnikatelské rozhodování neexistoval. Zasahování vlády a ministerstev bylo stále podrobnější a vedlo k narůstání administrativního aparátu.
Pokus o ekonomickou reformu zcela ztroskotal. Někteří ekonomové, zejména sám Kurt Rozsypal, nepřipouštěli systémovou nekonsistentnost jako příčinu selhání této centrálně plánované ekonomiky. Za hlavní, ne-li jediný důvod jejího selhání označovali vnější faktory, zejména konflikt s ČLR a změnu priorit ekonomického vývoje v SSSR a z nich vyplývající důsledky na zahraniční obchod ČSSR.
Systémově založená neschopnost pružné adaptace ekonomického mechanismu s centrálním plánováním na změny vnějších i vnitřních podmínek reálného vývoje, patří k hlavním příčinám selhávání všech pokusů o reformu tohoto mechanismu při zachování jeho prvků.